# The Police: Certifiable

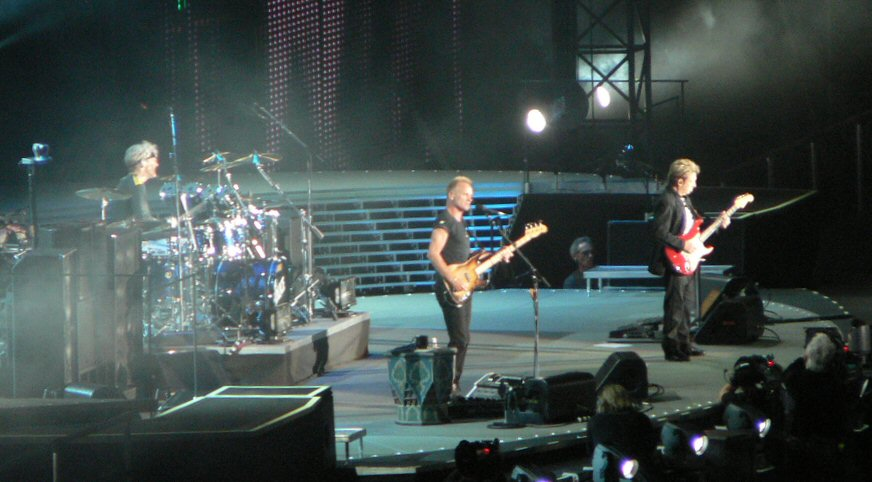
The Police

Certifiable: Live In Buenos Aires est le second album live du groupe anglais The Police. Il a été enregistré en décembre 2007 au River Plate Stadium à Buenos Aires et est sorti en novembre 2008. L'album a un certain nombre de versions : une version deluxe parue au Royaume-Uni contenant un coffret de 2 CD audio et 2 DVD, une version audio simplifiée vendue à l'international en un seul CD, et enfin un double DVD rockumentaire vendu également à l'international.

## Liste des titres

### Version Deluxe Anglaise
- CD 1

1. Message in a Bottle
2. Synchronicity II
3. Walking on the Moon
4. Voices Inside My Head
5. When the World is Running Down, You Make the Best of What's Still Around
6. Don't Stand So Close to Me
7. Driven to Tears
8. Hole in My Life
9. Truth Hits Everybody
10. Every Little Thing She Does Is Magic
11. Wrapped Around Your Finger

- CD 2

1. De Do Do Do, De Da Da Da
2. Invisible Sun
3. Walking in Your Footsteps
4. Can't Stand Losing You
5. Reggatta de Blanc
6. Roxanne
7. King of Pain
8. So Lonely
9. Every Breath You Take
10. Next to You

- DVD 1

Live du groupe à Buenos Aires correspondant au live audio, même liste des titres.
- DVD 2

1. Better Than Therapy - 50 min (rockumentaire sur les 30 années de carrière du groupe).
2. Galerie de photos par Andy Summers.
3. Galerie de photos par Danny Clinch.

### Version CD Simplifié International
1. Message in a Bottle
2. Synchronicity II
3. Walking on the Moon
4. Don't Stand So Close to Me
5. Driven to Tears
6. Every Little Thing She Does Is Magic
7. Wrapped Around Your Finger
8. De Do Do Do, De Da Da Da
9. Invisible Sun
10. Walking in Your Footsteps
11. Can't Stand Losing You / Reggatta de Blanc
12. Roxanne
13. King of Pain
14. So Lonely
15. Every Breath You Take
16. Next to You

### Version DVD International
Deux versions de la vidéo entière du concert sont disponibles, une en DVD classique, et l'autre en Blu-Ray, qui suivent les mêmes liste des titres que le DVD de la version anglaise.